# Boderište
Boderište – wieś w Bośni i Hercegowinie, w dystrykcie Brczko. W 2013 roku liczyła 661 mieszkańców, z czego większość stanowili Chorwaci.